# Valentínos
Valentínos (100 – 160/161) byl křesťanský učitel a básník 2. století n. l., který působil převážně v Římě. Je považován za jednoho z nejznámějších a nejvýznamnějších gnostiků.

## Život
O životě Valentina se dochovalo jen málo informací. Podle Epifania se Valentínos narodil kolem roku 100 n. l. v dolním Egyptě v městě Phrebonis nedaleko Alexandrie. V Alexandrii se mu dostalo řeckého (platonského) vzdělání a přijal zde i křesťanství, pravděpodobně již ovlivněné gnostickým myšlením. Podle některých zpráv se zde mohl setkat i s Basileidem. Byl považován za velmi nadaného člověka s velkými duchovními dary a básnickým nadáním, což potvrzují i zprávy od jeho protivníků. Než odešel z Alexandrie do Říma, působil dlouhou dobu jako křesťanský učitel. Do Říma se dostal asi mezi léty 136 a 140 n. l., za pontifikátu papeže Hygina. Patrně zde s velkým úspěchem působil až do roku 160 n. l. Terullianus dokonce uvádí, že byl navržen na biskupa, ale tuto funkci nakonec nezískal. Již v této době se kolem Valentína soustředila poměrně velká skupina jeho příznivců, tzv. valentinovců. Po sporu s církevní obcí však byl označen za heretika. Podle Terulliana měl být exkomunikován, zatímco jiné zprávy od Epifania uvádí, že měl odejít během pontifikátu papeže Aniceta někam na východ, pravděpodobně na Kypr, kde nadále kolem sebe soustřeďoval své stoupence. Právě zde měl podle Epifania dosáhnout „pravé víry“. Jeho smrt je datována do roku 160 nebo 161 n. l..

## Prameny ke studiu
Ač se jedná o jednoho z nejvýznamnějších a nejznámějších gnostických učitelů nedochovalo se k němu mnoho informací. Hlavními prameny ke studiu jeho života a jeho působení jsou církevní otcové.

### Eirénaios Lyónský
Eirénaios Lyónský je jedním z prvních a významných odpůrců jeho a jeho následovníků tzv. valentinovců. Ve svém díle Adversus Haereses (Proti herezím) se pozastavoval nad skutečností, že se Valentínovi žáci chlubili tím, že jsou „zdokonaliteli mistra“, a tím pádem mají nestálou nauku. Pravděpodobně mu vadila jistá svoboda myšlení a utváření nauky, protože tak vznikaly určité rozpory i mezi jednotlivými stoupenci daného proudu.

### Hippolytos Římský
Hippolytos Římský se ve svém díle Refutatio omnium haeresium (Vyvrácení všech herezí) snaží dokázat, že Valentínos ve svém učení využívá myšlenky Pythagora a Platóna. Valentínos měl změnit jejich učení ve jménech a číslech a přidal vlastní názory. Podle Hippolyta je tato hereze sice pestrá, ale nesystematická a s Kristem nesouhlasící.
Hippolytos volně přepisuje Eirénaiovu zprávu o Valentínovi, ale vynechává všechny Eirénaiovy odkazy na Bibli a nahrazuje je vlastními vpisky. Nedosahuje však hloubky Eiréaiova popisu gnostických skupin.

### Kléméns Alexandrijský
Kléméns Alexandrijský se o Valentinovi a jeho žácích zmiňuje ve svém díle Stromata (Pestré koberce). V tomto díle je uvedeno, že Valentínos dělil lidi do určitých skupin podle jejich duchovní síly. Poukazuje tu na skutečnost, že Valenstínos považoval určitou skupinu lidí za předurčenou k blaženosti. Touto skupinou byly tzv. pneumatici. Podle Klémenta valentinovci přisuzují víru obyčejným lidem a myslí si, že semeno poznání v sobě mají pouze oni. Valentínovi stoupenci mají podle Klémenta tvrdit, že poznání je od víry velmi vzdáleno. Kléméns často srovnává učení basileidovců a valentinovců aniž by mezi jejich názory výrazně rozlišoval.

### Epifanios ze Salamíny
Podobně jako Kléméns Alexandrijský i Epifanios uvádí ve svém díle Panarion (Lékárnička) dělení lidí do tří skupin podle toho, zda obsahují božskou jiskru, nebo ne. Navíc tu uvádí, že některých tajemství mohou dosáhnout pouze ti, kteří jsou nejvíce duchovní, tedy mají božskou jiskru. Ve svém díle tyto skupiny pojmenovává jako pneumatiky, psychiky a hyliky.

## Učení
Valentínův filozofický systém známe jen z nepřímých zpráv, především od jeho kritiků. Tyto zprávy jsou velmi různorodé a shodují se pouze v některých rysech. V podstatě se v hereziologické literatuře dochovalo šest více či měně úplných verzí Valentínova systému. Z toho by bylo možné usuzovat, že neexistoval pevný naukový systém. Toto tvrzení je velmi nepravděpodobné, jelikož lze vysledovat určité podobné znaky mezi jednotlivými valentínovskými směry. Na druhou stranu Eirénaios uvádí, že se valentinovci chlubili tím, že zdokonalují svého mistra.
Valentínus tvrdil, že kromě křesťanské tradice navazoval také na Theodota, žáka apoštola Pavla, který jej měl zasvětit do tajemství učení o Bohu. Theodota vnímal i jako autoritu pro nárokování si božského zjevení. Mimo jiné také stavěl na platónském vzdělání, které rozpracoval a přidal do něj nové prvky. Epifanios poukazuje na to, že valentinovci dělili lidi do skupin podle jejich duchovní síly. Nejlépe na tom byli pneumatici, kteří nejsou z tohoto světa, přišli seshora a mají být bez problémů spaseni. Takto se podle Epifania označují právě gnostici, kteří usilují o poznání. Druhou skupinou jsou psychici, kteří budou spaseni, pokud budou správně jednat. Poslední skupinou jsou hylici nebo také sarkici, což jsou lidé hmotní. Ti jsou z prachu, zanikají a vůbec nedosáhnou spasení, jelikož nemohou dosáhnout poznání ani ho přijímat.
Valentínův systém chápe sám sebe jako opětovné zrušení nevědomosti vzniklé následkem chybného jednání v Plerómatu. Dějiny vnímá jako postupný sestup a úpadek. Vědění je vnímáno zároveň jako akt poznání i spásy.
Mezi nejvýznamnější Valentinovy žáky rozvíjející jeho učení na západě nebo v Itálii jsou Ptolemaios a Hérakleón, zatímco na východě to byl především Theodotos.

## Dílo
Valentínos je považován za autora velkého množství děl, ale i přes velký zájem jeho odpůrců se jich dochovalo málo, případně v neúplné formě. Při psaní svých děl se věnoval především praktické práci pro obec a šíření jeho nauky. Jedná se tedy především o kázání, hymny, žalmy a různé listy. Někdy však své učení vyjadřoval velmi názorně, dramatiky a někdy i poeticky. U některých textů spadajících do valentinovské gnóze není zcela jasné, zda jsou dílem samotného Valentína, nebo některého z jeho žáků.
Dochovala se jeho báseň Žeň, ve které Valentínos líčí svůj systém odzdola nahoru – tedy opačně než je zvykem např. u Platóna.
"Žeň – vidím, jak všechno na duchu závisí,
poznávám, jak duch všechno nese.
Na duši závisí tělo,
z éteru vychází vzduch.
Hlubina vydává plod,
mateřské lůno své dítě."
Valentínos, Žeň

### Evangelium Pravdy
Jedná se o zvláštní gnostický dokument z valentinovské školy. Bylo nalezeno spolu s dalšími texty roku 1945 v Nag Hammádí. Jednalo se o koptský text, jehož předlohou byl řecký text vzniklý přibližně kolem roku 150. Pravděpodobně se jedná o Valentínovo dílo
neboť Eirénaios dokazuje jeho existenci, tím že ho řadí mezi Valentínova díla. Evangelium do češtiny (z polského překladu koptského originálu) přeložil Zdeněk Kratochvíl. Text se zabývá učením o spasení z boží lásky. Naráží tím na Kristovo utrpení na kříži, čímž se nepřímo hlásí ke křesťanské tradici a snaží se o nalezení společných momentů církve a gnóze. Gnostické prvky v tomto díle nejsou tak výrazné, proto by mohlo dojít k přijetí ortodoxním proudem křesťanství.

### Filipovo evangelium
Filipovo evangelium (NHC II/3) je textem vyskytujícím se v druhém kodexu textů z Nag Hammádí. Je výrazně ovlivněn valentinovskou gnózí. Nejranější datum vzniku této sbírky se datuje do poloviny 2. století, kdy působil Valentínos.
Evangelium má formu Ježíšových výroků, které však nejsou uvedeny formulí "Ježíš řekl". Dává nám informace o pěti svátostech valentinovské gnóze, kterými jsou křest, poznání, eucharistie, vykoupení a svatební komnata.

#### Prameny
- Eirénaios Lyonský, Adversus haereses, ed. Philip Shaff, Ante- Nicene Fathers Volume 1, Edinburgh: T. & T. Clark 1885.
- Hippolytos, Refutatio omnium haeresium. Philip Shaff, Ante- Nicene Fathers Volume 5, Edinburgh: T. & T. Clark 1885.
- Klémens Alexandrijský, Stromata: řecko-české vydání, 1. vyd.. Praha: Oikoymenh, 2008.
- Einar Thomassen, Johannes van Oort (eds.), The Panarion of Epiphanius of Salamis, Leiden: KoninklijkeBrill NV, 2009.
- Kratochvíl, Zdeněk, Evangelium pravdy, Praha: Herrmann a synové, 1994.
- Tertullianus, 'Adversus Valentinianos', 4.

#### Sekundární literatura
- Kurt Rudolph, Gnóze: podstata a dějiny náboženského směru pozdní antiky, Praha: Vyšehrad, 2010.
- Pagels, Elaine, The gnostic gospels, New York: VintageBooks, 1989.
- Pokorný, Petr, Píseň o perle: tajné knihy starověkých gnostiků, 2. rozš. Vyd, Praha: Vyšehrad, 1998.
- Holzhausen, J., Valentinus and Valentinians, in: Wouter J. Hanegraaff (ed.), Distionary of Gnosis and Western Esotericism, Leiden: KoninklijkeBrill NV, 2006.